# Przełyk turbiny
Przełyk turbiny {\displaystyle Q,} [m³/s] – objętość wody przepływająca przez turbinę w czasie jednej sekundy z włączeniem przecieków wody w dławicach i w przewodach odprowadzających układu zmniejszania naporu osiowego, lecz z wyłączeniem ilości wody koniecznej dla ruchu generatora i urządzeń pomocniczych oraz dla chłodzenia łożysk.